# バングラデシュとマリの関係
バングラデシュとマリの関係（バングラデシュとマリのかんけい）では、バングラデシュとマリ共和国の関係について述べる。

## バングラデシュのマリにおける平和維持活動
バングラデシュの平和維持部隊は国際連合マリ多元統合安定化ミッションの一部として2014年4月にバングラデシュ軍112人がダッカからマリへ出発した以来マリに展開しており、以降計6回1,446人が派遣された。バングラデシュの派遣軍は陸軍1個大隊と海軍1個部隊のほか、2個信号部隊、1個工兵部隊と1個輸送部隊も含まれている。

## 経済関係
バングラデシュとマリは二国間の貿易と投資の拡大についてお互いに興味を示していた。マリはバングラデシュから肥料を輸入することに興味を示していたし、マリが綿の主要な製造国の1つであることからバングラデシュは紡織業用に綿を大量に輸入することに強い興味を示していた。バングラデシュの衣服、医薬、ジュート、茶などがマリにおける潜在的な商品として挙げられている。二国間の経済関係を強化すべく経済代表団の交換の必要性が強調されたほか、連合経済委員会の設立も提案された。
2014年、バングラデシュ関税委員会はアフリカ諸国との自由貿易協定または特恵貿易協定の締結についてその実行可能性の研究を行い、マリとナイジェリアとの協定が最も有利であると結論付けた。